# Гряда Бонда—Ласселла
Гряда Бонда—Ласселла (лат. Bond-Lassell Dorsum) — линейно вытянутая возвышенность, характеризующаяся относительно мягкими очертаниями вершин и склонов. Находится на луне Сатурна — Гиперионе.

## География и геология
Данная гряда является северным ободом (стенкой) крупного безымянного ударного кратера, диаметр которого составляет 122 км (при том, что средний размер самого Гипериона составляет 288 км), а глубина порядка 10 км. Примерные координаты гряды — 48°00′ с. ш. 143°30′ з. д. / 48° с. ш. 143,5° з. д.. Была обнаружена на снимках космических аппаратов «Вояджер-1» (1980) «Вояджер-2» (1981) а в дальнейшем её снял в более высоком разрешении аппарат «Кассини».

## Эпоним
Гряда Бонда—Ласселла названа в честь астрономов, некогда открывших этот спутник Сатурна, Гиперион — Джордж Филлипс Бонд, Уильям Крэнч Бонд и Уильям Лассел. Это название было утверждено Международным астрономическим союзом в 1982 году.